# Îndulcitor

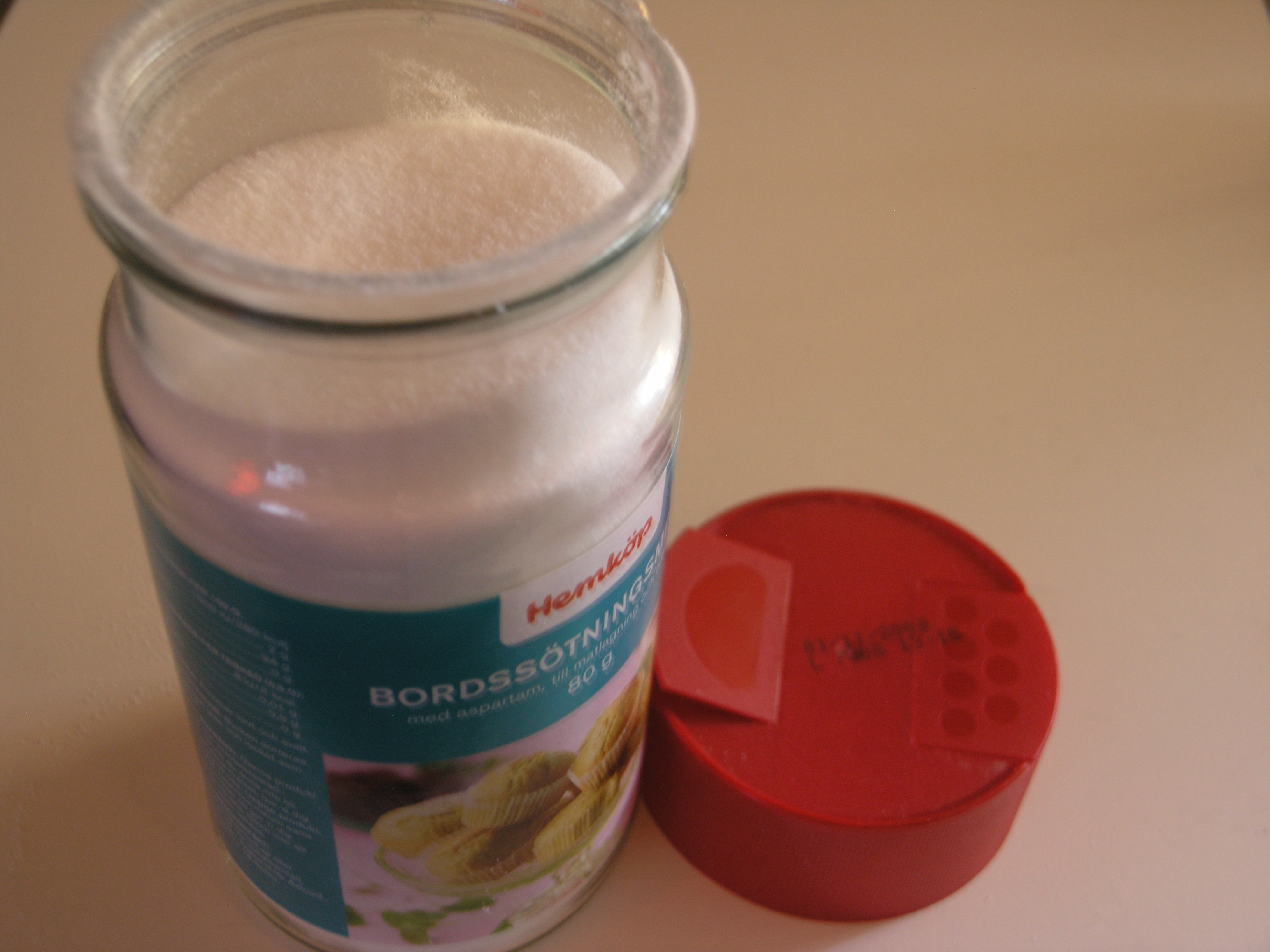
Aspartam, unul dintre cei mai cunoscuți îndulcitori

Îndulcitorii sunt aditivi alimentari care dau gust dulce alimentelor în care sunt adăugați. Aceștia stimulează receptorii pentru gustul dulce, la fel ca zahărul, însă unii conțin mult mai puține calorii decât acesta. 
Îndulcitorii alimentari pot fi:
- naturali: extrași din plante;
- chimici: obținuți în laborator.

Din punct de vedere energetic, îndulcitorii pot fi:
- calorigeni: cei care furnizează mai multe calorii (comparabili cu zahărul);
- ne-calorigeni: cu o cantitate redusă de calorii.

## Tipuri de îndulcitori
O clasă importantă de înlocuitori pentru zahăr sunt așa-numiții îndulcitori cu putere de îndulcire foarte mare. Acești compuși au o putere de îndulcire mult mai mare decât sucroza sau zahărul obișnuit. Prin urmare, este suficientă utilizarea unei cantități mult mai mici, iar aportul caloric scade considerabil. Adesea, senzația de dulce pe care o dau acești îndulcitori ușor diferă față de cea a zahărului obișnuit. De aceea se folosesc diferite combinații pentru a imita cât mai bine gustul natural de dulce. 
Dacă sucroza, care înlocuiește zaharul, contribuie și la textura produsului alimentar, este necesar un aditiv care să înlocuiască și această funcție. Acest lucru se întâmplă în cazul băuturilor nealcoolice, dietetice sau „light”, care conțin îndulcitori artificiali și adesea au un gust diferit față de varianta originală. Se mai poate întâmpla și în cazul în care zahărul este înlocuit cu maltodextrină, un îndulcitor cu putere de îndulcire foarte mare, pentru a rezulta o senzație plăcută de dulce, aproape de cea naturală.
În Statele Unite ale Americii, au fost aprobați șapte îndulcitori cu putere foarte mare de îndulcire. Aceștia sunt: stevia, aspartamul, sucraloza, neotamul, acesulfamul de potasiu, zaharina și advantamul. Ciclamații au fost interziși în SUA încă din 1969, însă în alte țări încă se folosesc. FDA (Food and Drug Administration) a clasificat îndulcitorii artificiali ca și aditivi alimentari. Aditivii alimentari trebuie să fie aprobați de către FDA, care asigură o listă cu aditivii alimentari recunoscuți ca fiind siguri pentru consumul uman. Stevia este scutită de aceste politici și aprobată de către FDA, datorită faptului că provine dintr-o sursă naturală și a fost folosită de către oameni cu mult înainte de 1958. Aprobarea unui îndulcitor alimentar și clasificarea ca fiind sigur pentru consumul uman se face pe baza unei analize științifice detaliate, care include sute de studii clinice și toxicologice.
Majoritatea îndulcitorilor aprobați sunt compuși sintetizați artificial. Cu toate acestea, sunt cunoscute și alternative naturale, inclusiv sorbitolul și xilitolul, care se găsesc în mod natural în fructe de pădure, fructe, legume și ciuperci. Nu este viabilă extragerea acestor produse din fructe și legume, prin urmare se produc prin hidrogenarea catalitică a zaharului reducător cel mai apropiat. De exemplu, xiloza este transformată în xilitol, lactoza în lactitol și glucoza în sorbitol. Se cunosc și alți substituenți naturali, însă aceștia nu au fost aprobați oficial.
Sorbitolul și xilitolul fac parte din grupa de alcooli ai zahărului, fiind numiți și polioli. Aceștia sunt mai puțin dulci decât zahărul, dar au proprietăți similare și pot fi folosiți la o gamă largă de alimente. Uneori, acestora li se adaugă și îndulcitori cu putere mare de îndulcire, pentru a completa gustul dulce. Formula ideală poate fi foarte complexă și depinde de profilul alimentului în care este adăugat.

## Utilizare
Înlocuitorii pentru zahăr sunt folosiți pentru mai multe motive, inclusiv:
·        Scăderea în greutate – Unele persoane aleg să limiteze numărul de calorii consumate prin înlocuirea zahărului sau a siropului de porumb, bogate în calorii, cu alți îndulcitori care nu conțin calorii sau conțin foarte puține. În felul acesta, pot să mănânce exact aceleași alimente ca și înainte și cu toate acestea să scadă în greutate și să evite problemele asociate cu un aport caloric excesiv.
·        Prevenirea cariilor – Glucidele rafinate și zahărul aderă la smalțul dinților, iar bacteriile răspunzătoare de apariția cariilor se hrănesc cu ele și se multiplică într-un ritm foarte rapid. Bacteriile transformă zahărul în acid, care deteriorează dinții în timp. Înlocuitorii pentru zahăr, spre deosebire de zahăr, nu predispun la apariția cariilor, deoarece bacteriile din cavitatea bucală nu se pot hrăni cu aceștia. Un îndulcitor care are beneficii în acest sens, prevenind apariția cariilor este xilitolul. Acesta previne formarea plăcii bacteriene și erodarea smalțului dinților. Acest efect se datorează faptului că xilitolul nu poate fi fermentat de către bacteriile din cavitatea bucală care se hrănesc cu zahăr.
·        Diabetul zaharat – Pentru persoanele care au diabet zaharat este dificil să își mențină nivelul de zahăr din sânge în limite normale și este necesar să limiteze aportul de zahăr. Cea mai mare parte a îndulcitorilor artificiali oferă senzația de dulce, fără să crească glicemia. Unii aduc și un aport de calorii, însă sunt metabolizați încet, prevenind de asemenea creșterea glicemiei. 
·        Hipoglicemie reactivă – Indivizii cu hipoglicemie reactivă produc un exces de insulină după ce glucoza a ajuns în fluxul sangvin. Acest lucru duce la scăderea bruscă a nivelului de zahăr din sânge, sub limitele de care corpul are nevoie pentru a funcționa corect. Prin urmare, aceste persoane, exact ca și diabeticii, trebuie să limiteze aportul de alimente cu indice glicemic mare, cum este pâinea și să folosească îndulcitori artificiali. 
·        Costuri și mentenanță – Mulți înlocuitori pentru zahăr costă de fapt mai puțin decât zahărul. Acest lucru se datorează faptului că au un cost scăzut de producție și se pot depozita pentru o lungă perioadă de timp, fără să se altereze. Acest lucru le permite și să fie utilizați în produse cu termen mai lung de păstrare.   

## Aspartamul
Aspartamul a fost descoperit în 1965 de către James M. Schlatter la compania G. D. Searle. Acesta lucra la un medicament împotriva ulcerului în timp ce și-a vărsat accidental puțin aspartam pe mână. Când și-a lins degetul, a observat că are un gust dulce. Producerea asparatamului ca și îndulcitor natural s-a realizat apoi sub supravegherea lui Torunn Atteraas Garin. Aspartamul este o pudră albă cristalină, fără miros, derivată din doi aminoacizi: acidul aspartic și fenilalanina. Este de aproximativ 200 de ori mai dulce decât zahărul obișnuit și poate fi folosit ca și îndulcitor de masă, în deserturi, înghețate, gelatină, băuturi sau gumă de mestecat. Atunci când este folosit la temperaturi înalte, se descompune în aminoacizii constituenți, de aceea se recomandă mai puțin la copt. În condiții de mediu acide, precum băuturile carbogazoase, este mult mai stabil. Spre deosebire de zaharina, aspartamul nu lasă un gust amar, însă tot nu este identic cu zahărul. După ce este consumat, aspartamul este metabolizat la aminoacizii din care este alcătuit. Deoarece gustul său dulce este atât de intens, este nevoie de o cantitate foarte mică pentru a îndulci alimentele, acest lucru ajutând la reducerea aportului caloric.
Siguranța aspartamului a fost intens studiată încă de la descoperirea acestuia în cadrul unor studii pe animale, clinice și epidemiologice, precum și prin monitorizare după ce a fost lansat pe piață. Toate acestea fac din aspartam unul dintre cei mai studiat aditiv alimentar. Aspartamul a constituit în mai multe rânduri subiectul unor plângeri referitoare la siguranța acestuia, inclusiv în legătură cu cancerul, efecte adverse neurologice sau psihiatrice. În urma numeroaselor evaluări, în prezent este considerat sigur pentru consumul uman. Printre organizațiile de sănătate care l-au aprobat ca fiind sigur se numără UK Food Standards Agency, European Food Safety Authority (EFSA) și  Health Canada.